# Annakacygna
Annakacygna (il cui nome significa "cigno di Annaka") è un genere estinto di cigno marino incapace di volare vissuto nel Miocene superiore, circa 11.5 milioni di anni fa, in Giappone. Descritto nel 2022, Annakacygna mostra una serie di adattamenti unici che lo distinguono da qualsiasi altro cigno conosciuto, tra cui uno stile di vita marino, una dieta da filtratore, una coda altamente mobile e ali che probabilmente formavano una "culla" per i pulcini in un modo simile ai moderni cigni reali. Inoltre, potrebbe aver usato sia le ali che la coda come forma di esibizione. Tutti questi tratti combinati hanno portato i ricercatori che hanno lavorato alla sua descrizione a soprannominarlo "l'uccello definitivo". Il genere contiene due specie: A. hajimei, che aveva all'incirca le dimensioni di un cigno nero, e A. yoshiiensis che superava il cigno reale sia per dimensioni che per peso. Gli autori descrittivi hanno anche proposto un nome comune per il genere, cigno dalle ali corte di Annaka.

## Descrizione
Il cranio dell'olotipo di Annakacygna è schiacciato e manca della maggior parte del rostro, tuttavia sulla base della mandibola conservata è stata stimata una lunghezza di 10 centimetri per il becco superiore. La testa dell'animale era proporzionalmente grande ed è descritta dagli autori come pesante. Una mensola ossea si estende sulla parte posteriore delle orbite, incontrando il processo postorbitale e formando una tacca dorsale che si pensa rappresenti una ghiandola salina. Le ossa lacrimali sono a forma di V e piuttosto insolite in quanto non sono fuse insieme. L'origine del muscolo depressore della mascella inferiore è massiccia, e in vita il muscolo si sarebbe incontrato dorsalmente per formare una falsa cresta sagittale. Questa caratteristica non è mai stata osservata in alcun uccello conosciuto. La muscolatura della mandibola, in particolare l'adduttore mandibulae externus profundus, lascia un'impronta ampia e profonda nell'osso che ne indica l'origine. L'elemento stesso è piuttosto sottile e un singolo condilo orientato antero-posteriormente funge da punto di articolazione per la mandibola. Tale caratteristica è unica per Annakacygna e può essere legata alla retrazione della mascella superiore. La stessa mandibola mostra rami mandibolari eccezionalmente lunghi e snelli, profondamente arcuati se visti di lato. Il processo coronoideo è posizionato molto indietro, con la distanza tra esso e la superficie articolare posteriore solo un quarto della lunghezza dei rami mandibolari. La punta della mandibola è mal conservata, sottile e fragile, ma sulla base degli elementi conservati la mandibola avrebbe avuto una forma a cucchiaio.
Sono note diciassette vertebre cervicali e toraciche e sebbene molte siano distorte, sono abbastanza ben conservate da rivelare la loro posizione all'interno dello scheletro. Successivamente Matsuoka e Hasegawa riuscirono a determinare la presenza di ventitré vertebre cervicali e sette toraciche. Queste sono generalmente simili a quelli del cigno nero (Cygnus atratus), tuttavia sono notevolmente più larghe e più pesanti di qualsiasi specie moderna del genere Cygnus. Nonostante le vertebre più robuste e corte, il collo di Annakacygna era comunque lungo e flessibile come quello delle specie moderne. Lo sterno è mal conservato, ma mostra solo un debole attaccamento per il muscolo coracobrachiale, e il coracoide assomiglia molto a quello dell'estinta anatra marina Chendytes del Pleistocene del Nord America, anch'essa incapace di volare. La scapola è molto più forte di quella degli anseriformi volanti esistenti con un muscolo scapulohumeralis caudalis meglio sviluppato. Entrambi gli omeri sono conservati e sono simili in lunghezza a quelli dei cigni neri, ma con un'asta insolitamente diritta priva di una pronunciata curva sigmoidea. Solo in vista laterale o mediale si possono vedere i resti della curvatura, espressi in una forma ʃ. Il capo prossimale è grande e ben sviluppato, e ben più grande che nel cigno selvatico (Cygnus cygnus) sia in termini di proporzioni che di dimensioni. L'estremità distale è molto più piccola e l'intero osso è ispessito. L'ulna è diritta e incredibilmente corta, solo il 57% della lunghezza dell'omero, mentre nei cigni moderni l'ulna e l'omero sono di lunghezza pari. Il radio è piuttosto insolito tra gli uccelli. È anche accorciato e mostra una sezione trasversale rotonda verso la sua estremità prossimale, prima di allargarsi e appiattirsi mentre si allontana dall'omero. L'articolazione con l'omero è ridotta. Il radiale è proporzionalmente grande mentre il carpometacarpo è di lunghezza ridotta, ma conserva forti superfici articolari che indicano che l'elemento era ancora utilizzato. Le falangi alari sono appena riconoscibili.
Il bacino è quasi completamente conservato e sarebbe leggermente arcuato se si spiegasse la conservazione del fossile. Tre vertebre caudali sono conservate e si sono rivelate molto più sviluppate rispetto alle caudali di altri uccelli. Il contributo caudale al sinsacro irrigidito è breve, un'altra caratteristica molto insolita. Il tarsometatarso è stretto con una sezione trasversale ellittica, un adattamento osservato negli svassi e nelle strolaghe che aiuta a ridurre la resistenza durante il movimento attraverso l'acqua.
La seconda specie, A. yoshiiensis, è conosciuta solo dall'estremità distale di un tibiotarsus, che si distingue dal materiale tipo per le sue maggiori dimensioni. Quest'osso è 1,3 volte più grande del materiale corrispondente di A. haijimei, il che ha portato gli autori a ritenere che si trattasse di una specie distinta.

## Storia della scoperta
L'esemplare tipo (GMNH-PV-678) di Annakacygna è composto da uno scheletro quasi completo e parzialmente articolato, scoperto nel 2000 da Hajime Nakajima vicino al fiume Usui, nei pressi della cittadina di Annaka, nella Prefettura di Gunma. I fossili sono stati ritrovati racchiusi in una lastra di siltite nei sedimenti della Formazione Haraichi, una formazione miocenica che preserva un ambiente marino. Le prime analisi identificarono i resti come quelli di un parente di Megalodytes, un uccello incapace di volare del Miocene del Nord America occidentale. La preparazione del materiale ha però mostrato che Annakacygna era un taxon distinto ed è stato descritto come tale da Hiroshige Matsuoka e Yoshikazu Hasegawa nel 2022. La seconda specie, conosciuta solo da un tibiotarso distale (GMNH-PV-1685), fu riportata alla luce nel 1995, rinvenuta dal letto del fiume Kabura, 11,5 km più a sud-est rispetto ai resti della specie tipo. Questo fossile è stato donato al Museo di Storia Naturale di Gunma, nel 2005.
Il nome Annakacygna è una combinazione della città Annaka e della forma femminile del latino "cygnus", che significa cigno. La specie A. hajimei prende il nome dal suo scopritore, Hajime Nakajima, mentre A. yoshiiensis prende il nome dalla città di Yoshii-machi vicino alla sua località tipo.

## Paleobiologia

### Dieta
Sebbene il becco superiore non si sia conservato, in base all'anatomia della mandibola era probabilmente lungo e profondo, con una forma allargata in avanti che ricorda superficialmente le moderne anatre mestoloni. La muscolatura unica della mascella indicata dalle ossa craniche e mandibolari, suggerisce che Annakocygna muovesse il becco con un movimento altalenante, diverso da qualsiasi tipologia osservata nei cigni esistenti. Mentre la mandibola si spostava all'indietro, la mascella si sarebbe ritratta allo stesso tempo, il che è stato interpretato come un adattamento a una dieta da filtratore altamente derivato. È quindi possibile che in vita, il becco ospitasse delle lamelle morbide per supportare questa dieta planctivora, come nei moderni fenicotteri.

### Cure parentali

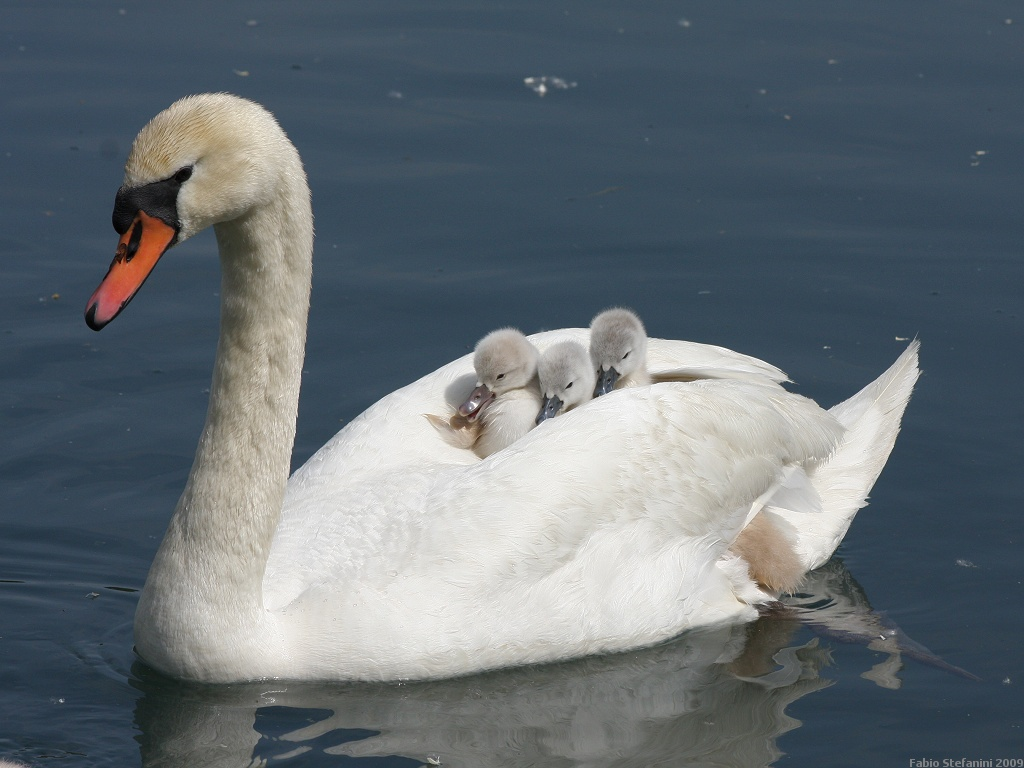
Cigno reale con le ali in posizione "di culla", con pulcini sul dorso

Come nelle oche e nel cigno coscoroba (Coscoroba coscoroba), il bacino di Annakacygna è largo e corto e non assomiglia al bacino lungo e stretto degli uccelli che usano i piedi per nuotare. Tuttavia, i piedi dell'animale mostrano il contrario, somigliando a quelli degli uccelli marini che usano i piedi come mezzo di propulsione. Matsuoka e Hasegawa suggeriscono che il bacino potrebbe essere stato un adattamento specifico per stabilizzare l'uccello mentre era in mare aperto. Le caudali stranamente lunghe e robuste nel frattempo, insieme ad altri adattamenti dell'area pubica, avrebbero probabilmente conferito all'uccello una coda eccezionalmente forte e mobile.
Mentre le ali mostrano chiaramente che non era in grado di volare, le ossa del braccio, sebbene siano corte, non mostrano lo stesso tipo di riduzione osservata in altri uccelli incapaci di volare e mostrano invece un certo grado di specializzazione. L'articolazione della spalla era altamente mobile, consentendo alle ali un largo movimento all'indietro, con la muscolatura che supportava questo movimento di solito osservato solo quando gli uccelli piegano le ali. Al contrario, l'articolazione del polso era restrittiva, consentendo alle falangi di piegarsi solo in una posizione di circa 60° e flettersi in una posizione di 135°. Inoltre, il muscolo ulnimetacarpalis ventralis avrebbe permesso alle mani di "iperpronare", elevando le penne primarie verso l'alto oltre il polso stesso. Un posizionamento simile delle ali può essere osservato in diverse specie moderne di cigno che portano i loro piccoli sul dorso, posizionando le ali "a culla", alzando leggermente le ali mentre i giovani riposano sul dorso degli adulti. Tutte e tre le specie che mostrano tale comportamento sono anche notevolmente meno vocali di altre specie di cigni, usando invece le ali per la comunicazione.
A causa di questa combinazione di elementi scheletrici e della muscolatura corrispondente, Matsuoka e Hasegawa hanno proposto che Annakocygna usasse le sue ali altamente specializzate come "culla" per i suoi piccoli in un modo simile ai moderni cigni reali. La coda mobile potrebbe essere servita come parte di questa culla, essendo sollevata per proteggere la schiena. Inoltre, sia le ali che la coda potrebbero essere state utilizzate non solo per proteggere i loro piccoli, ma anche come mezzi da esibizioni per attirare e comunicare con i compagni.

### Locomozione
I piedi di Annakacygna sono simili nella morfologia a quelli dei moderni uccelli subacquei, come svassi e strolaghe, mostrando lo stesso restringimento del tarsometarxus, ma privi dell'accorciamento del femore. Sebbene gli autori non credano che l'animale fosse un cacciatore subacqueo, mostra comunque un chiaro adattamento alla vita nell'oceano. Inoltre il tibiotarso appare simile a una varietà di altri uccelli marini o subacquei tra cui albatri, aninghe e sulidi. Le articolazioni della caviglia avevano una forte dorsiflessione e si ipotizza che i piedi palmati rimanessero piegati passivamente in vita. Le ossa ispessite probabilmente aiutavano nello stile di vita di questi uccelli. Le ossa pachiostotiche sono comunemente associate alle immersioni, poiché rendono l'animale più pesante, ma nel caso di Annakacygna è più probabile che contribuissero a stabilizzare l'animale in mare mentre si nutriva.

## Paleoecologia
Entrambe le specie di Annakacygna sono state ritrovate in strati intermedi della Formazione Haraichi, risalente al Miocene superiore, che conserva un ambiente marino. Altri animali ritrovati nella formazione includono il desmostilo Paleoparadoxia, squali, foche allodesmine e una varietà di cetacei, come Joumocetus, Kentriodon e Norisdelphis.